# Nikolaus Reuß

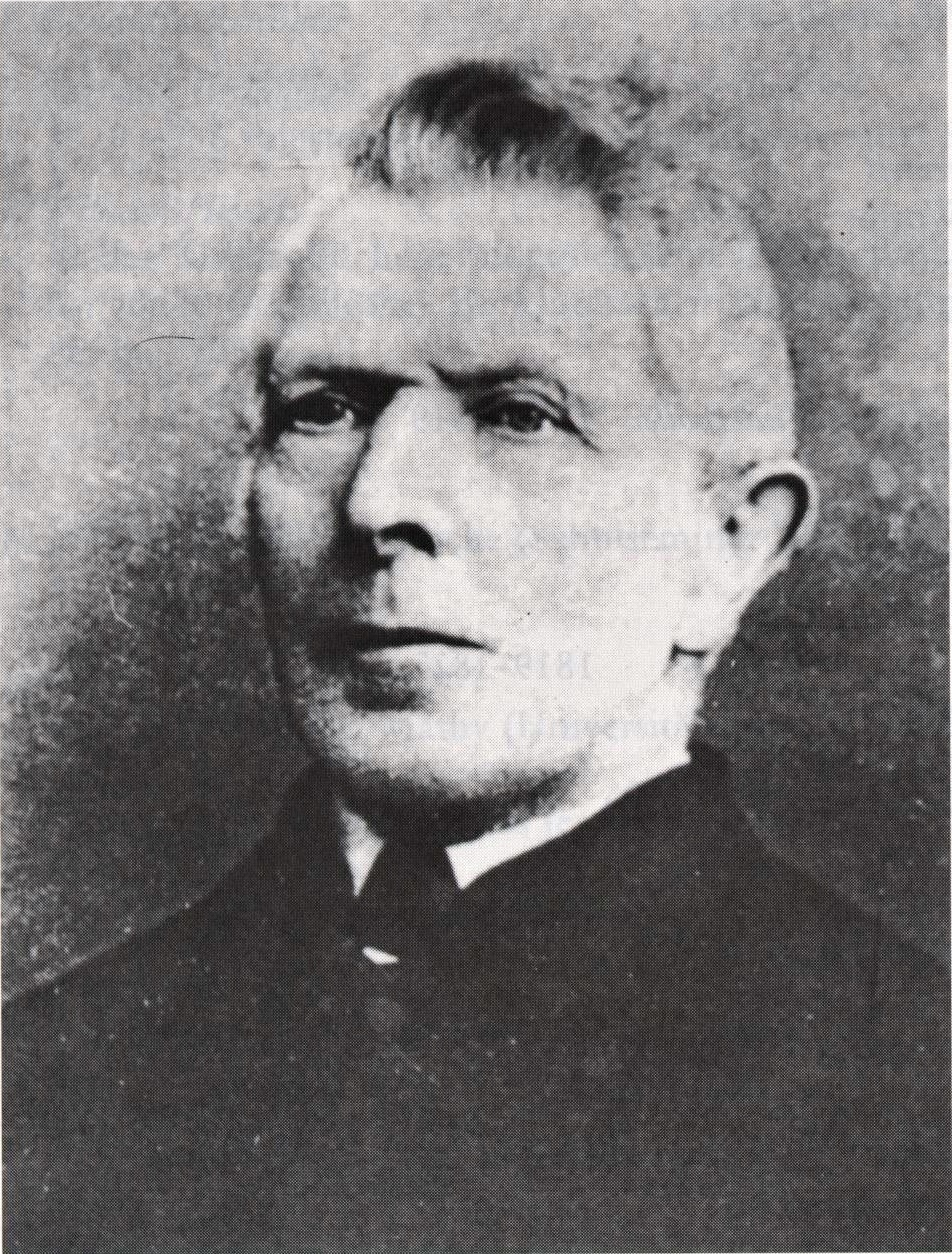
Pfarrer Nikolaus Reuß

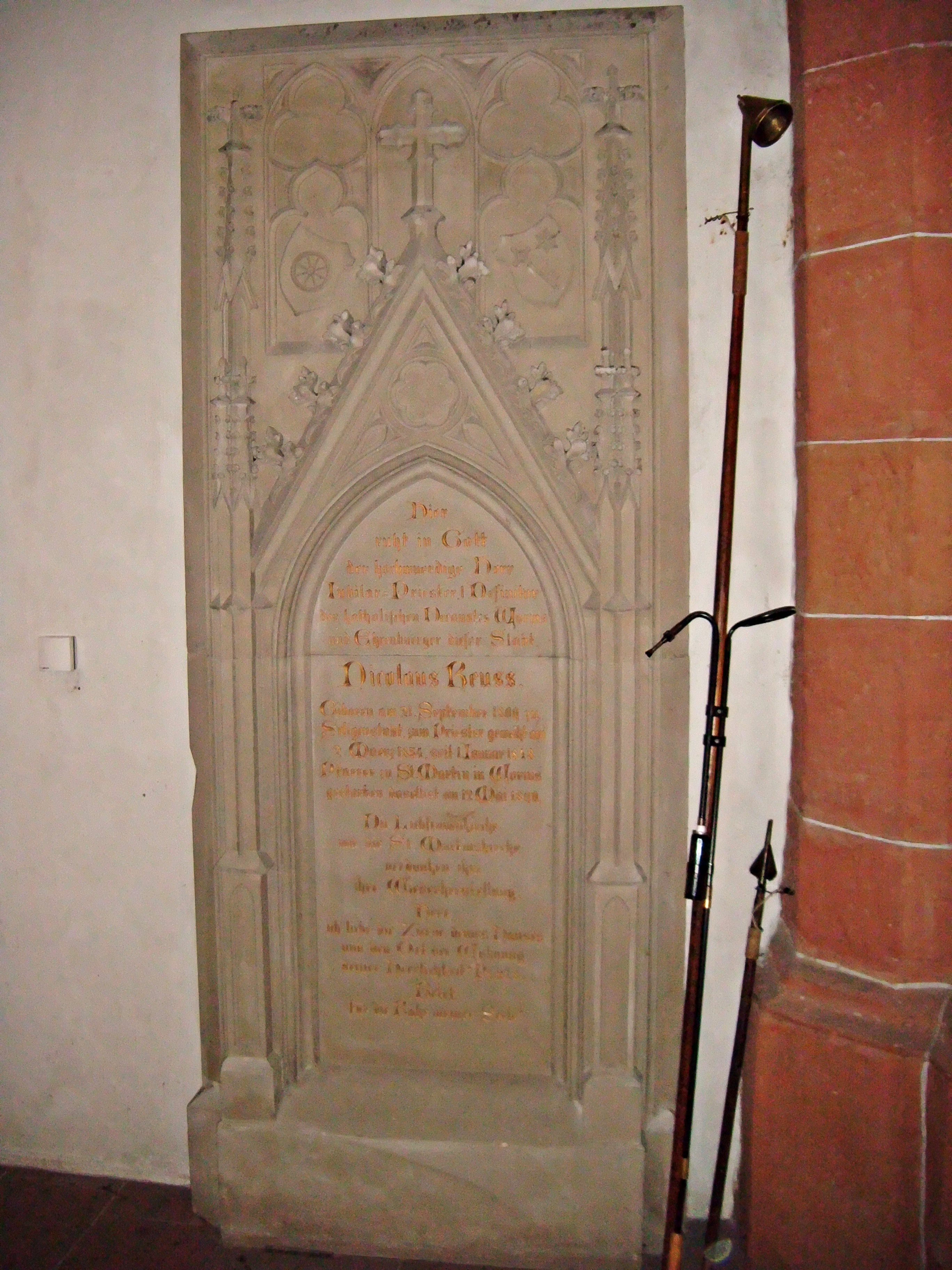
Epitaph, Liebfrauenkirche Worms

Nikolaus Reuß (* 21. September 1809 in Seligenstadt; † 12. Mai 1890 in Worms)  war ein katholischer Priester des Bistums Mainz und Ehrenbürger von Worms.

## Leben und Wirken
Reuß studierte in Gießen und Würzburg, 1834 erhielt er die Priesterweihe. 1842 wirkte er als Pfarrer von Pfeddersheim und nahm als Gast am Treffen der Gesellschaft deutscher Naturforscher und Ärzte in Mainz teil. Als Geistlicher der Diözese Mainz trat Nikolaus Reuß zum 1. Januar 1848 das Amt des Pfarrers an der  Martinskirche in Worms an, das er bis zu seinem Tod ausübte. Der Theologe Kaspar Riffel bezeichnete ihn im Revolutionsjahr 1849 als einen der Hauptvertreter des liberalen Katholizismus in Rheinhessen.
Zu seiner Pfarrei gehörte auch die damals weitgehend ruinöse Liebfrauenkirche. Nikolaus Reuß ließ sie 1860–1868 umfassend renovieren und zum gottesdienstlichen Gebrauch herrichten. Er gilt deshalb als „Retter der Liebfrauenkirche“. Auch seine Pfarrkirche St. Martin erfuhr unter ihm 1872/1873 eine Außen-, 1887 eine Innenrenovierung.
Wegen seiner vielfältigen Verdienste, besonders um die Erhaltung der Liebfrauenkirche, ernannte ihn die Stadt Worms 1884, anlässlich seines goldenen Weihejubiläums, zum Ehrenbürger. Der Priester fungierte auch als Definitor des Stadtdekanats.
Pfarrer Reuß starb 1890 und wurde in der Liebfrauenkirche beigesetzt, wo er ein kunstvolles, neugotisches Epitaph erhielt. Testamentarisch dotierte er mit 2000 Mark eine Armenstiftung und vermachte der Liebfrauenkirche 500 Mark zum Unterhalt. In Worms ist die Nikolaus-Reuß-Straße nach ihm benannt.